# Карпатское землетрясение (1940)
Карпатское землетрясение 10 ноября 1940 года (рум. Cutremurul din 1940) — первое разрушительное землетрясение в истории современной Румынии. Отличалось необычайно широким территориальным охватом. Началось в 03:39 по бухарестскому времени (04:41 по кишинёвскому и одесскому). В общей сложности продолжалось около трёх минут и имело два ярко выраженных толчка. Погибло около 1000 человек, около 4000 получили ранения.
Незадолго до катастрофы — 22 октября 1940 года — в Молдавии произошло небольшое землетрясение, ущерб от которого был наиболее заметен в Кишинёве.

## Ход событий
Гипоцентр землетрясения 10 ноября находился на глубине около 133 км под землей в уезде Вранча (Румыния), в плейстоценовой зоне овальной формы длиной около 150 км, расположенной у юго-восточного изгиба Карпатского хребта. Мощность по шкале Рихтера составила 7,4. Колебания земной поверхности отчётливо ощущались по всей Русской равнине вплоть до Москвы. Наибольшими (в порядке убывания) разрушения были в Бухаресте, Кишинёве, Измаиле, Одессе, Львове. В юго-западной части Одесской области мощность землетрясения (7,0 баллов) была ненамного меньше, чем в румынской Молдове.

## Жертвы и разрушения
По официальным данным, число жертв достигло 1000 человек (в основном в Румынии), из которых 300 (30 %) погибло в одном только Бухаресте, где полностью обрушился 12-й Блок Карлтона, считавшийся образцом современной инженерии. В сельских районах страны с преимущественно одноэтажной деревянной застройкой жертв было относительно немного. Во время землетрясения местные крестьяне наблюдали в эпицентре свечение почвы и горных вершин.